# Stazione di Appiano
La stazione di Appiano (indicata anche come Appiano-Proba Petronia) è una delle fermate ferroviarie a servizio della zona Balduina, nella città di Roma. Sorge lungo la ferrovia FL3 Roma-Capranica-Viterbo.

## Strutture e impianti
La fermata, gestita da RFI, dispone di un fabbricato viaggiatori che ospita le banchine sotterranee realizzate in superficie, con relativi servizi. È dotata di due binari passanti per il servizio viaggiatori.

## Movimento
La fermata è servita dalle corse in servizio sulla linea regionale FL3: la tipica offerta nelle ore di morbida dei giorni lavorativi è di un treno ogni 15 minuti per Roma Tiburtina e Cesano, un treno ogni 30 minuti per Bracciano e un treno ogni ora per Viterbo.

## Servizi
La fermata, che RFI classifica nella categoria "Silver", dispone di:
- Biglietteria automatica

## Interscambi
- Fermata autobus ATAC (linea 990L)